# Ero s onoga svijeta
Ero s onoga svijeta (svenska: Ero från den andra världen) är en kroatisk opera (komedi) i tre akter av Jakov Gotovac, op. 17. Libretto av Milan Begović.
Operan hade urpremiär på Kroatiska nationalteatern i Zagreb den 2 november 1935.

## Handling
Handlingen utspelar sig i en mindre stad någonstans vid foten av berget Dinara under tidig höst.
Huvudrollen Mića, en ung man från en rik bondfamilj i Dalmatinska Zagora, ska hitta en flicka att gifta sig med och på sin mors inrådan utger han sig för att vara fattig. Han presenterar sig som Ero från den andra världen, eftersom han vill vara säker på att flickan han har fått upp ögonen för, Đula, verkligen älskar honom.

## Personer
- Gazda Marko, den rika bonden (bas)
- Doma, Markos andra fru (mezzosopran)
- Đula, Markos dotter från första äktenskapet (sopran)
- Mićo/Ero s onoga svijeta, ung man från grannbyn (tenor)
- Simo, mjölnaren (baryton)
- Čobanče, herdepojken (barnsopran)
- Momče, ung man (tenor)
- Flickor, kvinnor, pojkar, män, herdar, handlare, barn etc. (kör)